# Чанчуньский метрополитен
Рельсовый транспорт Чанчуня (кит. упр. 长春轨道交通, пиньинь Chángchūn guǐdào jiāotōng) — система легкорельсового транспорта и метрополитена в городе Чанчунь (КНР), общая протяжённость линий которых в перспективе составит 179 км. На всех станциях установлены платформенные раздвижные двери.

## Линии легкорельсового транспорта
В 2002 и 2011 годах открыты две наземные линии (№ 3 и № 4) с подземными участками первого в Китае ЛРТ, имеющего черты как лёгкого метро, так и скоростного трамвая. Общая длина двух линий — 50,6 км, число станций — 49.
30 октября 2018 года была открыта линия № 8, идущая от станции Улица Бейхуань (с пересадкой на линию метро 1) на северо-восток до станции Гуантун (12 станций, длина 13,3 км).

## Линии метрополитена
В 2011 году началось строительство первой подземной линии обычного метрополитена с 18 станциями длиной 20,12 км.
23 мая 2017 года началось пробное движение, а 30 июня 2017 года была введена в строй первая очередь (15 станций, 16,3 км) первой линии метрополитена.
31 августа 2018 года начала работать вторая линия (20,5 км, 18 станций).
Планируется дальнейшее строительство линий метрополитена.

## Галерея

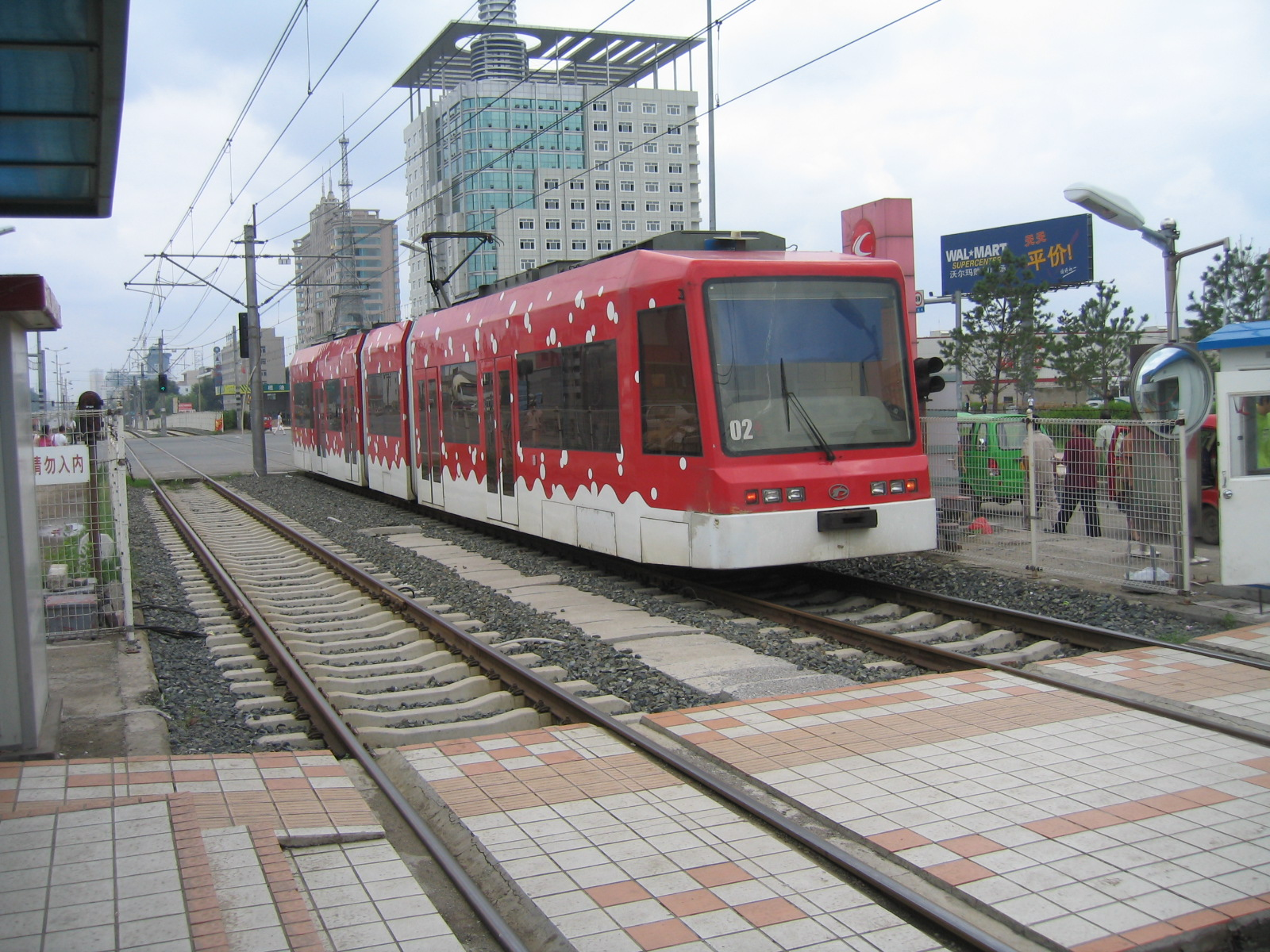
Наземный участок (LRT)
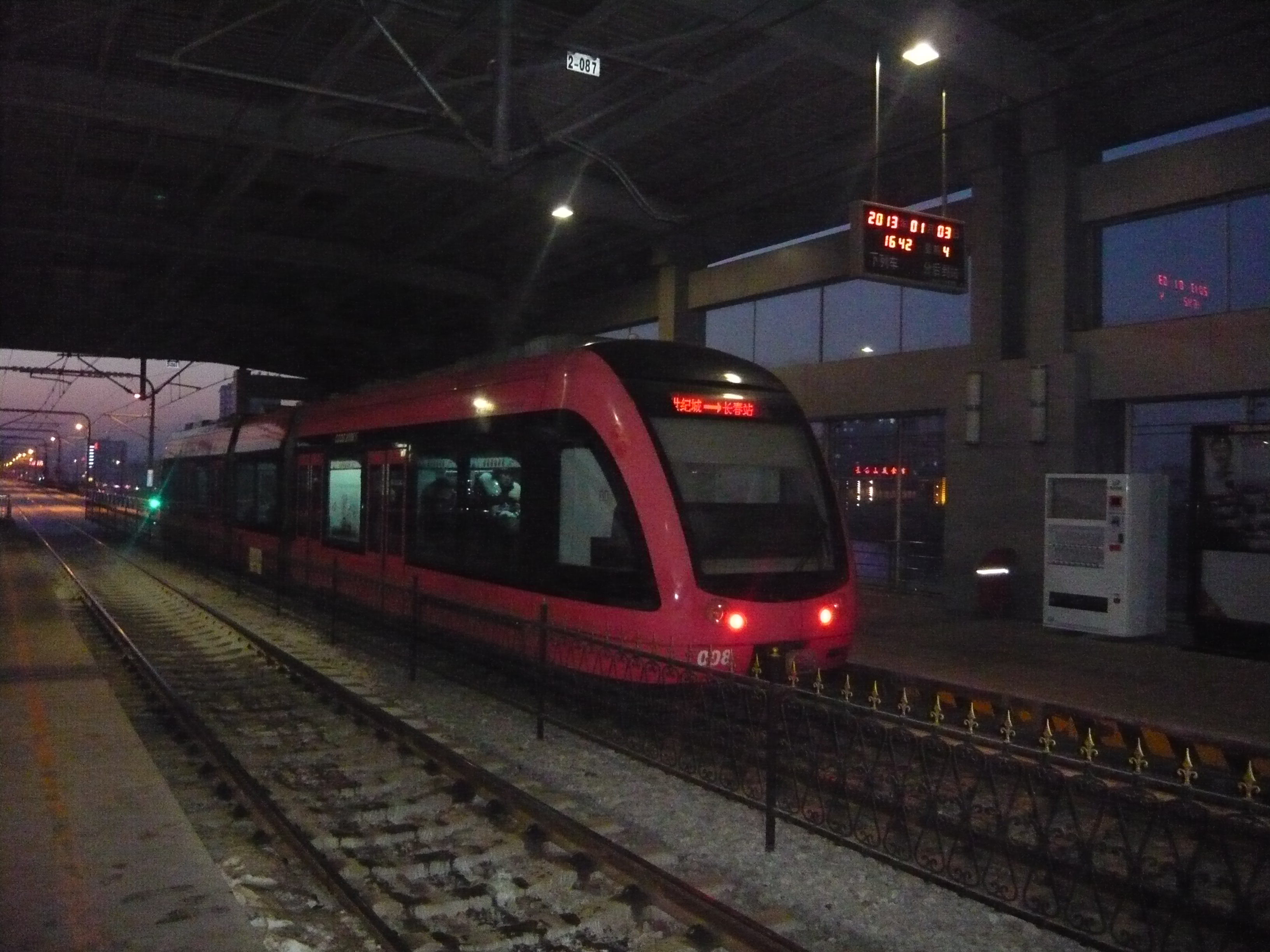
Крытая станция
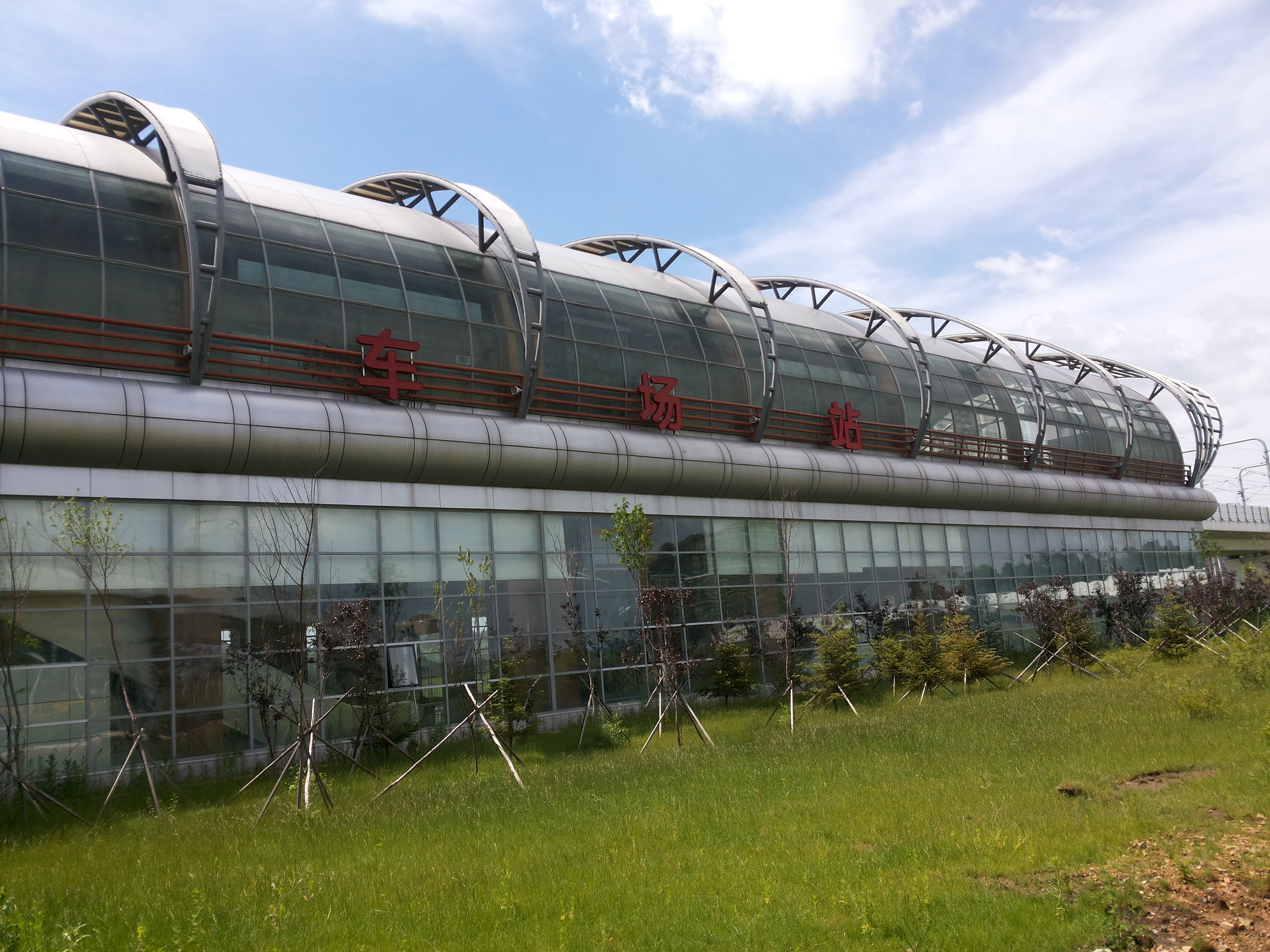
Надземная станция
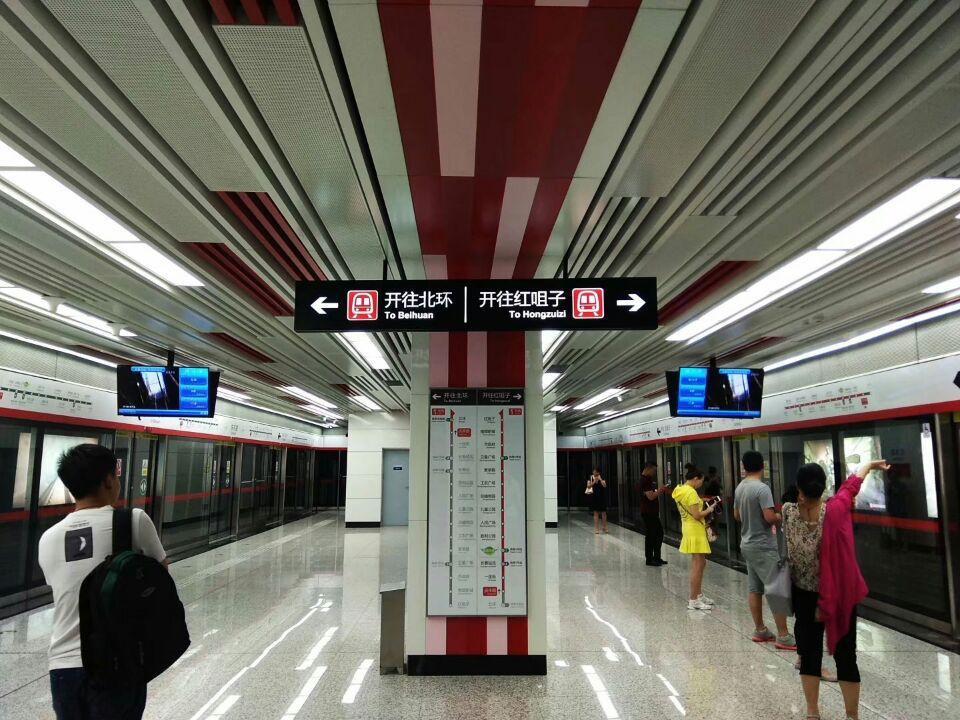
Станция Цинфэнлу (линия 1)
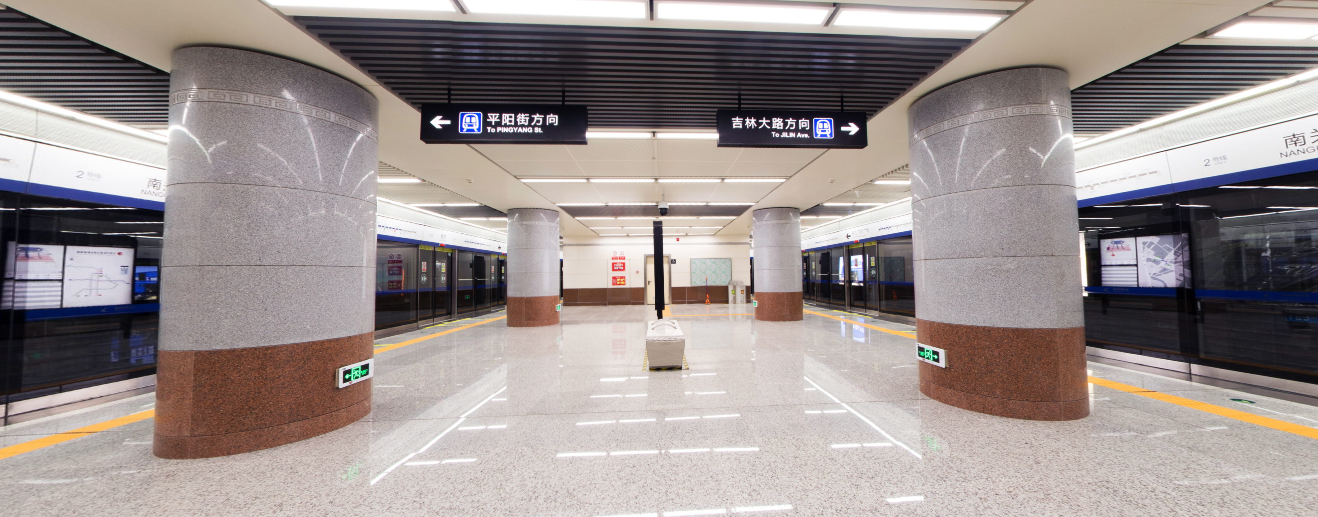
Станция Наньгуань (линия 2)
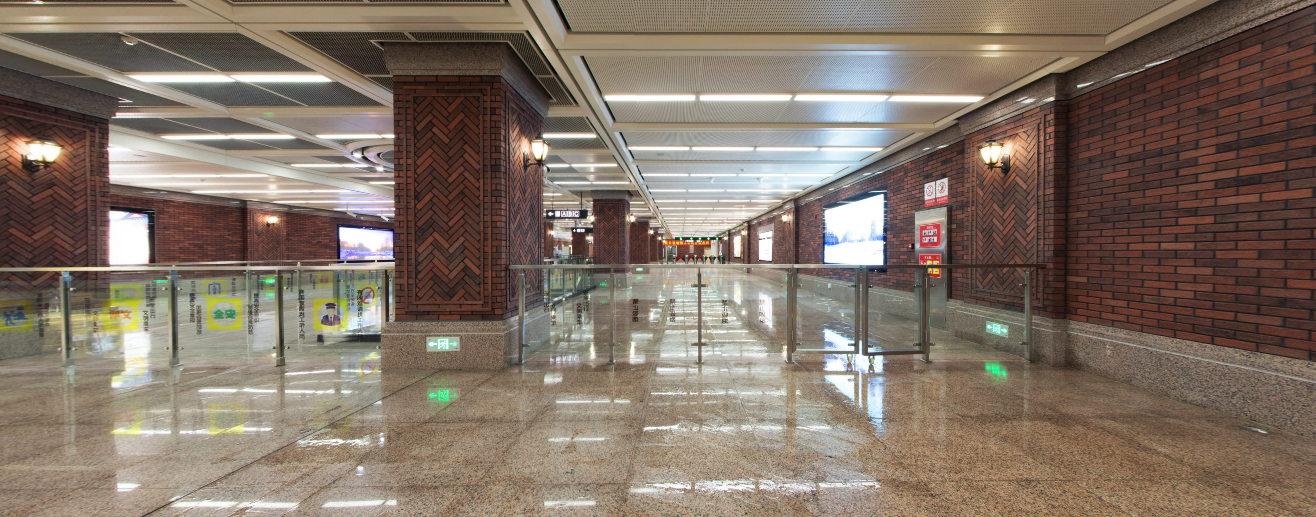
Станция Площадь Вэнхуа (линия  2)
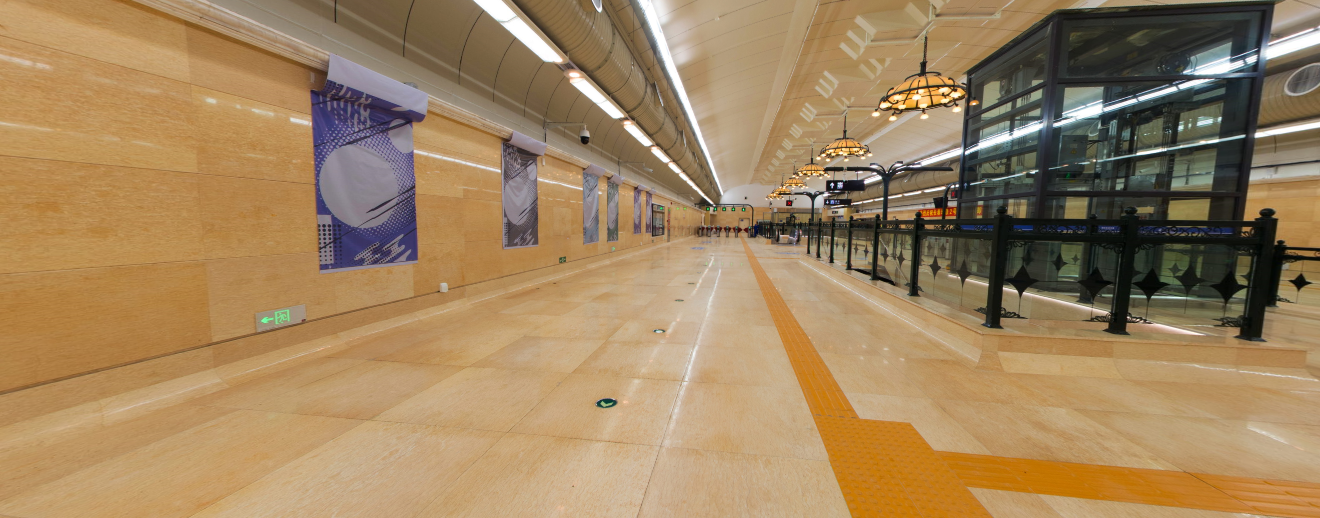
Станция Площадь Цзянше (2 линия)
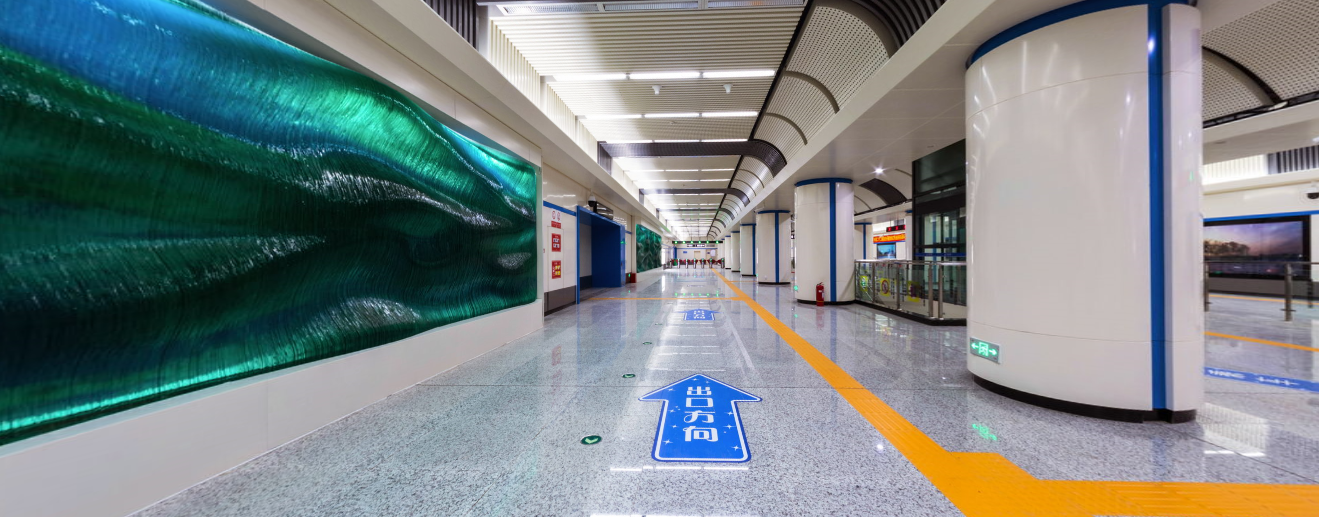
Станция Цзилиньдалу (2 линия)
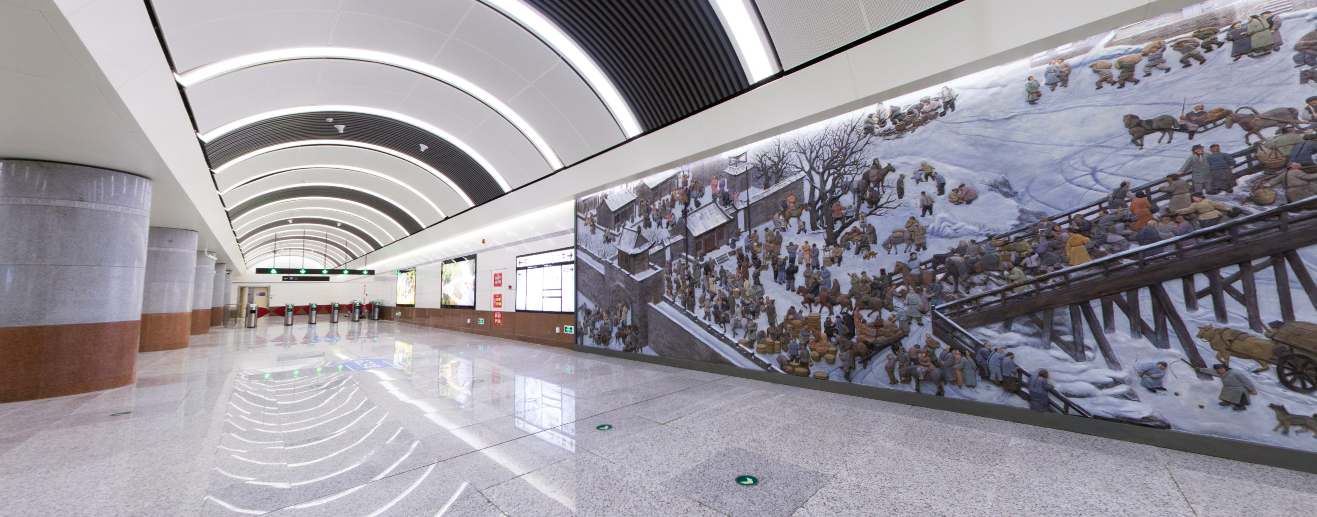
Станция Наньгуан (2 линия)